# Tokorozawa, Saitama
Thành phố Tokorozawa (tiếng Nhật: 所沢市) là một đô thị loại đặc biệt thuộc tỉnh Saitama, vùng Kantō, Nhật Bản.
Thành phố rộng 71,99 km², ở phía Nam của tỉnh, và có 338.852 dân (ước ngày 1/8/2008).

## Vị trí
Tokorozawa giáp với các thành phố thuộc Tokyo bao gồm Kiyose, Higashimurayama, Higashiyamato, Musashimurayama và Mizuho; cùng với các thành phố của tỉnh Saitama bao gồm Iruma, Sayama, Kawagoe, Miyoshimachi và Niiza.
Phần lớn diện tích Hồ Sayama nằm trong địa phận thành phố; Hồ Tama cũng giáp với phía Tây Nam của thành phố. Ngày nay thành phố là một chợ nông sản với loại trà xanh Sayama trồng tại địa phương. Các nông sản khác bao gồm rau chân vịt, cà rốt, khoai lang, cây ngưu bàng, lê và nho.
Khu vực xung quanh lối ra phía Tây của Ga Tokorozawa
được xây dựng như một khu mua sắm với nhiều cửa hàng bách hóa. Prope Street là một khu mua sắm nổi tiếng.

## Lịch sử
Trong suốt thời kỳ Kamakura, ở khu vực này đã diễn ra một loạt các trận chiến vào tháng 5 năm 1333 là một phần của Chiến tranh Genko để cuối cùng dẫn đến kết thúc thời kỳ Mạc phủ Kamakura. Trong số đó bao gồm Trận Kotesashi năm 1333 và Trận Kumegawa. Kotesashi lại một lần nữa trở thành chiến trường của một trận chiến khác mười chín năm sau đó.
Trong suốt thời kỳ Edo (1603-1867),  ngành công nghiệp lớn của khu vực là dệt lụa. Nơi đây cũng là một trung tâm thương mại quan trọng, nằm ở giao lộ của tuyến đường nối Edo với các thành phố Hachioji, Chichibu, Kawagoe và Fuchu.
Tokorozawa đã trở thành căn cứ không quân và học viện
dịch vụ hàng không đầu tiên của Nhật Bản vào năm 1911. Căn cứ được sử dụng cho đến cuối Thế chiến II và rơi vào sự kiểm soát của lực lượng vũ trang Hoa Kỳ sau chiến tranh. Hoa Kỳ trả lại hầu hết tài sản của mình tại Tokorozawa cho Nhật Bản vào năm 1971, nhưng vẫn giữ lại một cơ sở thông tin liên lạc được vận hành bởi
374 Airlift Wing của Fiifth Air Force trong thành phố, đặt tại căn cứ không quân Yokota về phía tây nam. Cơ sở này chứa các ăng-ten để liên lạc với máy bay của  Không quân Hoa Kỳ trong khu vực. Phần lớn diện tích đất được trả về Nhật Bản đã được chuyển đổi thành Công viên tưởng niệm hàng không Tokorozawa.
Tokorozawa được công nhận là thành phố vào ngày 03 tháng 11 năm 1950 và được công nhận là một đô thị loại đặc biệt vào năm 2002. Ngày nay, thành phố đã đáp ứng được các điều kiện để trở thành một đô thị trung tâm nhưng vẫn chưa được công nhận.